# Protoewangelia Jakuba

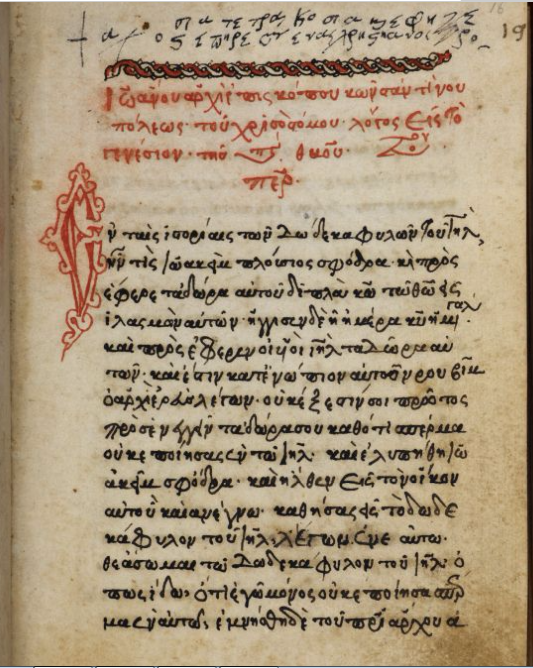
Protewangelia Jakuba. Rękopis z XVI w. Biblioteka Brytyjska

Protoewangelia Jakuba (ProtEwJk) – apokryficzny utwór spisany w języku greckim w drugiej połowie II wieku (140–170 n.e.). 
Protoewangelia Jakuba opisuje narodziny i młodość Marii, zwiastowanie i narodzenie Jezusa. Utwór kończy się ucieczką Świętej Rodziny podczas rzezi niewiniątek.